# Auguste Lepère
Louis Auguste Lepère, nascido em Paris em 30 de novembro de 1849 e falecido em Domme (Dordonha) em 20 de novembro de 1918, é um gravador, ilustrador e pintor francês.
É considerado um dos maiores gravadores franceses. Suas obras são conservadas em vários museus na França e no exterior.